# Malapterurus minjiriya
Espèce
Statut de conservation UICN

 LC  : Préoccupation mineure
Malapterurus minjiriya est une espèce de poissons-chats électriques de la famille des Malapteruridae.

## Systématique
L'espèce Malapterurus minjiriya a été décrite en 1987 par Vincent Ozugbe Sagua (d),

## Répartition
Malapterurus minjiriya se rencontre dans les bassins des fleuves Niger et Volta, ainsi que dans le Nil Blanc et dans l'Omo. Il pourrait être également présent dans les bassins du lac Tchad et du fleuve Sénégal, toutefois il n'y a pas été encore collecté.

## Description
Malapterurus minjiriya peut mesurer jusqu'à 51 cm de longueur totale.

## Étymologie
Son épithète spécifique, minjiriya, reprend le nom vernaculaire local donné à cette espèce en langue haoussa.

## Publication originale
- (en) V. O. Sagua, « On a new species of electric catfish from Kainji, Nigeria, with some observations on its biology », Journal of Fish Biology, Wiley-Blackwell, vol. 30, no 1,‎ janvier 1987, p. 75-89 (ISSN 0022-1112 et 1095-8649, OCLC 1754591, DOI 10.1111/J.1095-8649.1987.TB05734.X).